# Johannes Albrecht Suckau
Johannes Albrecht Suckau (* 2. Januar 1828 in Lübeck; † 8. April 1891 ebenda) war ein deutscher Kaufmann.

## Leben

### Herkunft
Johannes Albrecht Suckau war ein Sohn des Schiffers Martin Diedrich Suckau (* 30. Mai 1797 in Lübeck) und dessen Ehefrau Marie Auguste, geborene Kaven (* 18. Dezember 1798 in Lübeck; † 16. Februar 1864 ebenda). Die Eltern heirateten am 15. Mai 1827 in Lübeck.
Suckaus Vater galt nach 1827 als auf See verschollen. Er wuchs bei seiner alleinerziehenden Mutter auf, der eine gute Ausbildung ihres Sohnes wichtig war.

### Laufbahn
Suckau besuchte die Realklassen des Katharineums zu Lübeck und begann danach eine kaufmännische Ausbildung bei der Handelsfirma Schlick & Eckmann. Er übernahm für das Lübecker Unternehmen schnell Aufträge im Ausland und reiste auch im Auftrag der Firma Jakob Bürger & Sohn aus Barmen für längere Zeit nach Dänemark. Während der gelegentlich äußerst strapaziösen Reisen machte er persönliche Bekanntschaften, die sich später als nützlich erwiesen. In Dänemark arbeitete er auch für die Eisen- und Stahlfirma Krupp aus Essen.
Im November 1854 gründete Suckau das Unternehmen J. A. Suckau und bot Agentur-, Kommissions- und Speditionsgeschäfte an. Er beendete einige Jahre später die schwierigen Reisetätigkeiten und legte den Schwerpunkt auf den Absatz in Lübeck, wo er unter anderem angesehene Weinfirmen aus Bordeaux vertrat. Er unterhielt Beziehungen zu einem Bankhaus in Hamburg, das aufgrund der Wirtschaftskrise von 1857 Probleme hatte und neben der allgemeinen wirtschaftlichen Situation mitverantwortlich dafür war, dass Suckau für einige Zeit Rechnungen nicht begleichen konnte. Sein Unternehmen gehörte zu einem von vier Häusern aus Lübeck, die einem Inspektionsverfahren zur Abwicklung von Gläubigerforderungen unterzogen wurden. Suckau versicherte, dass er zum Jahresende 70 % aller Forderungen begleichen werde, woraufhin das Verfahren Ende Mai 1858 endete.
Ab Januar 1860 arbeitete Suckau als Generalagent der Leipziger Feuer-Versicherungs-Anstalt. Danach repräsentierte er auch die Versicherungsgesellschaft „Donau“ aus Österreich und die „Moguntia“ aus Mainz. Für diese Unternehmen gründete er Agenturen in mehreren an der Ostsee gelegenen Häfen. Suckau legte sich eine eigene Bibliothek über die Seeassekkuranz an und wurde nach kurzer Zeit als Fachmann des Themenbereichs angesehen. Gemeinsam mit Gustav Beuck, der als Direktor der „Lübecker Seeversicherungsgesellschaft von 1859“ arbeitete, rief er 1888 den „Verein Lübecker Seeversicherer“ ins Leben.
Suckau handelte auch mit Getreide, zunächst rund um Lübeck, Holstein und Mecklenburg, erweiterte seinen Tätigkeitsbereich aber binnen kurzer Zeit. Er kaufte Waren in Ostpreußen und Russland an und verkaufte sie in Nord- und Mitteldeutschland, hatte dabei jedoch aufgrund von Schwankungen signifikante Probleme. Während des Deutsch-Französischen Krieges erhielt er von der Eisenbahn keine ausreichende Anzahl an Waggons, anschließend florierte der Handel. Als das Deutsche Reich 1879 Schutzzölle erließ, nahm der Handel andere Wege. Insbesondere günstiges Getreide aus Russland wurde nun auf dem Seeweg nach Rotterdam und anschließend über den Rhein befördert. Unternehmer aus Lübeck hatten keine Möglichkeit, daran zu partizipieren. Suckau stellte den Getreidehandel daher größtenteils ein und legte den Schwerpunkt seiner Aktivitäten auf das Assekuranzgeschäft, unterhielt aber noch eine Spedition. In Lübeck vertrat er kommissarisch russische und ostpreußische Unternehmen des Getreideexports.

### Ehrenamtliche Tätigkeiten
Suckau übernahm mehrere Ehrenämter, was der wesentliche Grund für das Ansehen gewesen sein dürfte, das ihm in Lübeck entgegengebracht wurde. Im November 1854 trat er in die Kaufmannschaft zu Lübeck ein und engagierte sich 1867 kurz dort als Revisor. 1870 wurde er Mitglied des engeren Führungsgremiums der Vereinigung und gehörte seit dem Juni desselben Jahres der Handelskammer an. Von 1870 bis 1874 beteiligte er sich im Ausschuss für die Bugsierdampfschiffe, von 1871 bis 1874 im Börsenausschuss und 1873/74 im Ausschuss für Eisenbahnangelegenheiten.
Ende Juni 1874 wurde Suckau zum Präses der Handelskammer gewählt. Wiederwahlen erfolgten 1877, 1880, 1883 und 1886. Seine Amtszeit in diesem Gremium endete im Juni 1889. Er beteiligte sich in mehreren Kammerausschüssen, die sich mitunter auch mit Themen beschäftigten, die seinen Anliegen entsprachen. 1877 übernahm er den Vorsitz des Ausschusses für Schifffahrtsangelegenheiten, 1882 die Leitung des Ausschusses für Zollangelegenheiten. Ab 1874 leitete er den Ausschuss für die Verwaltung der kaufmännischen Testamente und Präbenden und ab 1881 die Kaufleute-Witwen-Kasse. Spätestens ab 1880 engagierte er sich als Präses des Vorschuß- und Sparvereins.
Ein besonderes Anliegen Suckaus war der Ausschuss für Bugsierdampfschiffe. Er gehörte diesem seit 1876 an und übernahm dessen Vorsitz. Während dieser Zeit hatte die Handelskammer eine eigene Flotte von Schleppern, die während Suckaus Amtszeit als Vorsitzender eine grundlegende Erneuerung erfuhr. 1889 hatte die Handelskammer drei zwischen 1877 und 1880 gebaute Schleppdampfer, die 100 bis 200 PS erbringen konnten. Die Schiffe verkehrten auf der Trave und übernahmen dort Bugsierarbeiten für Schiffe, die in Lübeck ankamen oder die Stadt verließen. Im Winter arbeiteten sie als Eisbrecher und übernahmen bei besonderen Anlässen auch den Personenverkehr. Von 1887 bis 1880 konkurrierten die Schiffe mit denen von Henry Koch. Im Januar 1880 fusionierten die Unternehmen.

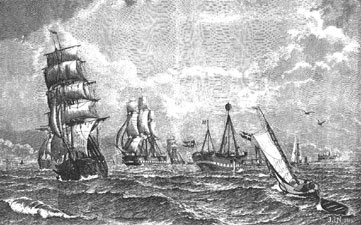
Feuerschiff Gedser Rev 1898

Suckau war bis Lebensende Vorsitzender des seit 1870 existierenden Nautischen Vereins Lübeck und initiierte zwei bedeutende Projekte:
- Im Februar 1871 schlug der Verein vor, ein Feuerschiff beim Gedser-Riff anzulegen und einen Leuchtturm bei Basdorf zu bauen, um die Navigation in der Kadetrinne zu erleichtern. Daher schuf die dänische Regierung 1878 die Feuerrichtstation Gedser Rev und die Regierung des Deutschen Reichs den Leuchtturm Buk.
- Im Juli 1871 schlug der Verein dem Lübecker Senat vor, die Trave auszuheben. Von 1878 bis 1882 wurde der Fluss daraufhin in der von Peter Rehder geleiteten 2. Travekorrektion von 5,3 Meter auf 5,5 Meter vertieft.[9]

Suckau setzte sich auf für den Bau des Elbe-Trave-Kanals ein und gehörte von 1871 bis 1889 dem Verwaltungsrat des Germanischen Lloyds an. Von der Ersterwähnung im Jahr 1872 bis Lebensende war er Mitglied der Lübecker Bürgerschaft, in den Jahren 1877/78 dort stellvertretender Wortführer. 1879/80, 1884/85 in der ersten Periode und 1885 übernahm er das Amt des stellvertretenden Wortführers. Von 1878 bis 1884 engagierte er sich in der Baudeputation, von 1879 bis 1886 gehörte er zu den sechs Vorstehern des St.-Johannis-Klosters. 1873 trat er in die Central-Armen-Deputation ein; 1873–1875 arbeitete er als Bezirkspfleger für die Armenanstalt.

### Familie
Am 11. Oktober 1855 heiratete Suckau in Lübeck Charlotte Margarete Elisabeth Grabener (* 25. September 1825 in Lübeck; † 9. April 1898 ebenda). Das Ehepaar hatte drei Töchter und drei Söhne, darunter Johannes Joachim August (* 13. August 1856 in Lübeck; † 21. Mai 1922 ebenda). Er führte die Geschäfte seines Vaters fort und wurde kurz vor dem Ersten Weltkrieg als einer der zehn vermögendsten Lübecker genannt. Der Name des Unternehmens ist in Lübecker Adressbüchern bis 1931 zu finden.

## Ehrungen
- Suckau wurde 1879 der schwedische Wasaorden verliehen.

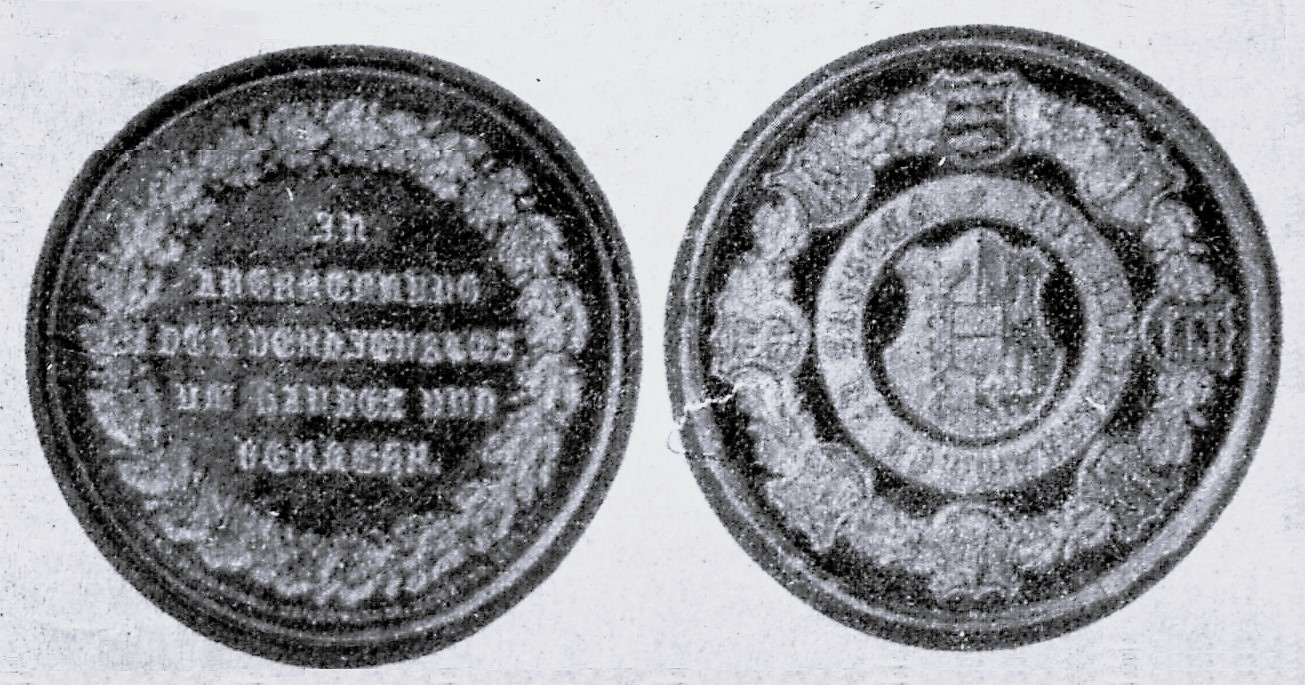
Ehrendenkmünze der Handelskammer zu Lübeck

- Als er im Juni 1889 zum dritten Male aus dem Amt des Präses in der Handelskammer schied, erhielt er als vierter Empfänger die 1876 gestiftete Ehrendenkmünze der Handelskammer „Zur Anerkennung des Verdienstes um Handel und Verkehr“ in goldener Ausprägung verliehen.[14]

## Trivia
Nach dem Tode des Senators Mann am 13. Oktober 1891 wurden Konsul Fehling und der Weinhändler Tesdorf zum Vormund seiner fünf hinterlassenen Kinder bestellt.
Thomas Mann war zu diesem Zeitpunkt 16 Jahre alt. In seinem Roman Die Buddenbrooks, wofür er später den Nobelpreis erhalten sollte, begegnen wir dem Kaufmann Suckau in der Person des Kaufmanns Henning Kurz.